# Capitoliade
Capitoliade (in greco antico: Καπιτωλιάς?, Kapitolias) era un'antica città ad est del fiume Giordano. È stata identificata con il moderno villaggio di Bayt Ras, nel Governatorato di Irbid nel nord della Giordania. In passato era la città di Coele-Syria.
La Tavola Peutingeriana la collocò tra Gadara e Adraha (Dar'a), a 26 km da ciascuna, mentre l'Itinerario Antonino la posizionò a 58 km dalla città di Neve (Nawa).
Il nome arabo, Beit Ras, conserva il nome aramaico Bet Reisha, menzionato nel Talmud del VI secolo.
Sfortunatamente non restano molte tracce della città di Capitoliade. La principale testimonianza arrivata ai giorni nostri è data dalle rovine di una struttura teatrale.

## Storia

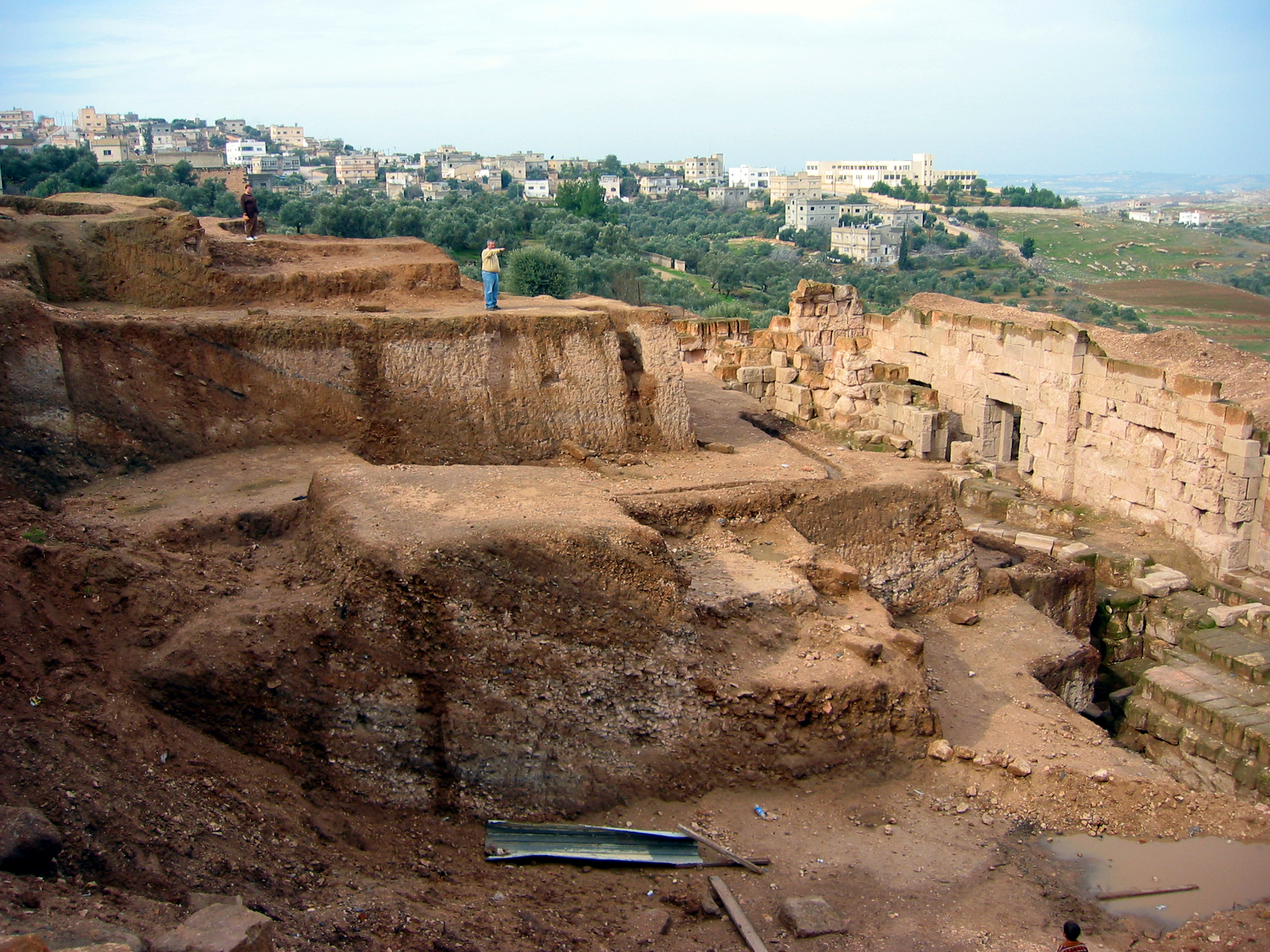
Il Teatro di Capitoliade con Beit Ras sullo sfondo. (2004)

Capitoliade è una delle dieci città della Decapoli elencata da Plinio il Vecchio. Vi sono molte fonti primarie che elencano diverse varianti delle città della Decapoli, tra le quali Plinio il Vecchio.
Capitoliade fu fondata come insediamento romano sotto Nerva o Traiano, forse per scopi militari. La data della sua fondazione, dedotta dall'analisi delle monete coniate all'interno della città, viene collocata tra il 97 e il 98 d.C. Le iscrizioni mostrano che i cittadini locali prestavano servizio nell'esercito romano. Era circondata da un muro eretto nel II secolo con una superficie di 12,5 ettari, 125 000 metri quadrati, secondo una fonte, 20 acri secondo un'altra, pari a 81 000 metri quadrati.
La città prese il nome da Giove Capitolino. Le prove dimostrano che il sito è cresciuto in importanza durante l'epoca romana e bizantina. Capitoliade ha avuto una certa importanza anche nel primo periodo islamico, durante le dinastie Omayyadi.
Nel riordinamento associato alla creazione della provincia romana d'Arabia nel 106, Capitoliade divenne parte della provincia della Palestina Seconda, la cui capitale era Scythopolis. È menzionata da molti geografi, tra cui Ierocle e Giorgio Ciprio nei secoli VI e VII.
Il geografo Yaqut al-Hamawi (1179–1229) annota su Beit Ras: "È un villaggio di Gerusalemme, o, si dice, appartenente alla provincia del Giordano, dove vi sono quantità di viti qui, dalle quali viene prodotto un celebrato vino."

## Archeologia

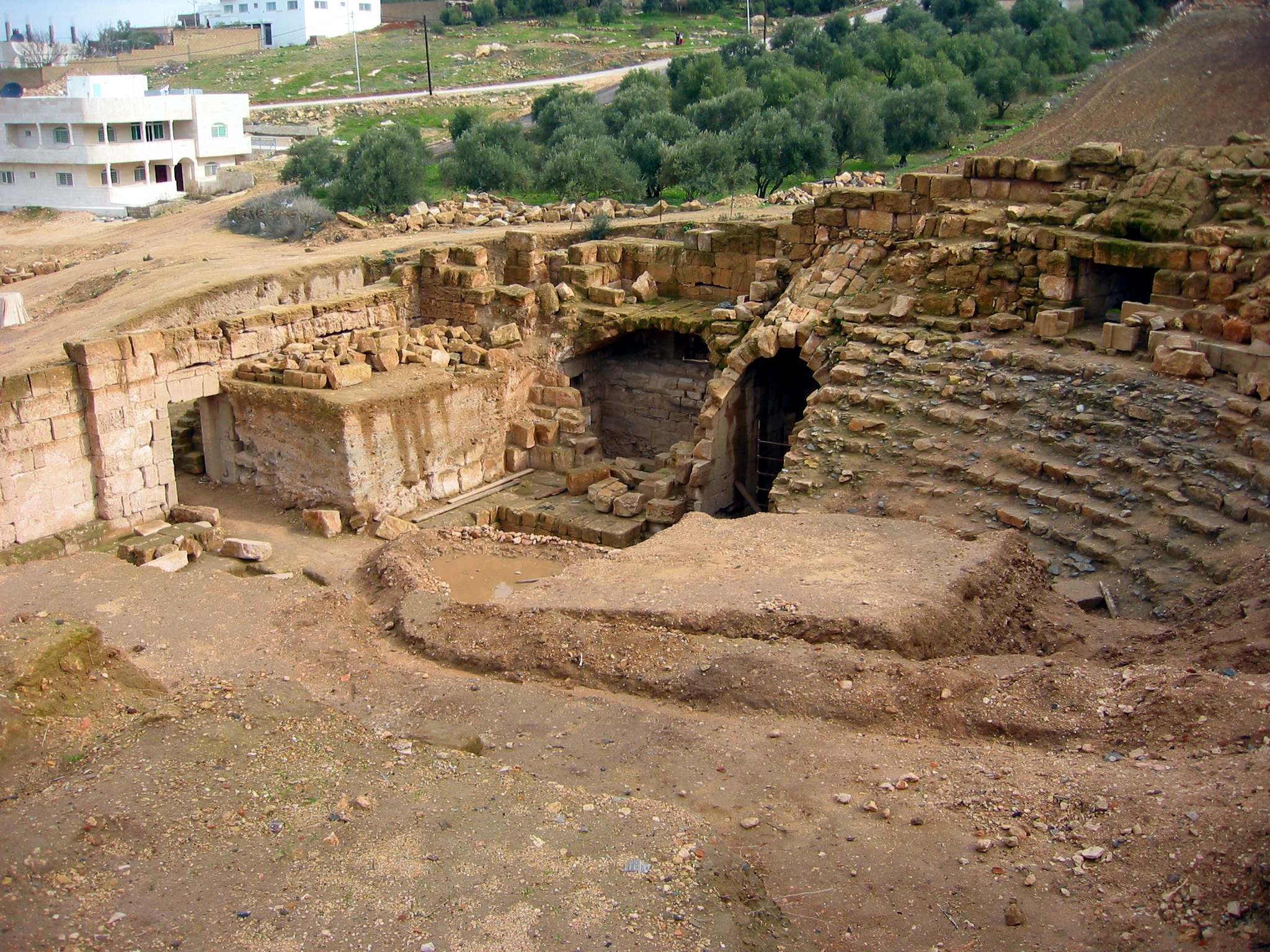
Capitoliade, il teatro

Le mura della città, con tre porte a nord, possono ancora essere rinvenuti in superficie. Altri resti comprendono un tempio della triade capitolina, un mercato a tre livelli, una strada colonnata, una chiesa del V secolo che venne convertita in una moschea nell'VIII secolo, un acquedotto, dei bacini artificiali, un cimitero militare romano e delle strade asfaltate. Sebbene questi resti siano stati tutti portati alla luce, molti sono piuttosto insignificanti. Il resto più importante è rappresentato dal teatro edificato in stile romano.
Sebbene i primi scavi abbiano avuto luogo negli anni '60, i lavori archeologici sistematici iniziarono solo nei primi anni '80 e sono continuati fino ai nostri giorni.
Sembra che i cittadini di Capitoliade volessero essere considerati come cittadini greci. Le pietre tombali di una famiglia, scoperte e datate al II secolo d.C, mostrano che non solo i defunti avevano adottato nomi latini, ma anche che la tomba aveva una scena dipinta in uno stile simile a quello greco, raffigurante un episodio della guerra di Troia, con Achille che trascinava il corpo di Ettore.

Sono state inoltre scoperte grandi quantità di frammenti di vetro datati al III-V secolo a.C. Ulteriori ricerche hanno dimostrato che sono stati prodotti grandi pezzi di vetro nell'area costiera di Levante e portati a Capitoliade per la produzione secondaria. Sembra quindi che, durante la tarda età romana/inizio bizantina, Capitoliade fosse, in Giordania, il principale centro per la produzione secondaria del vetro.

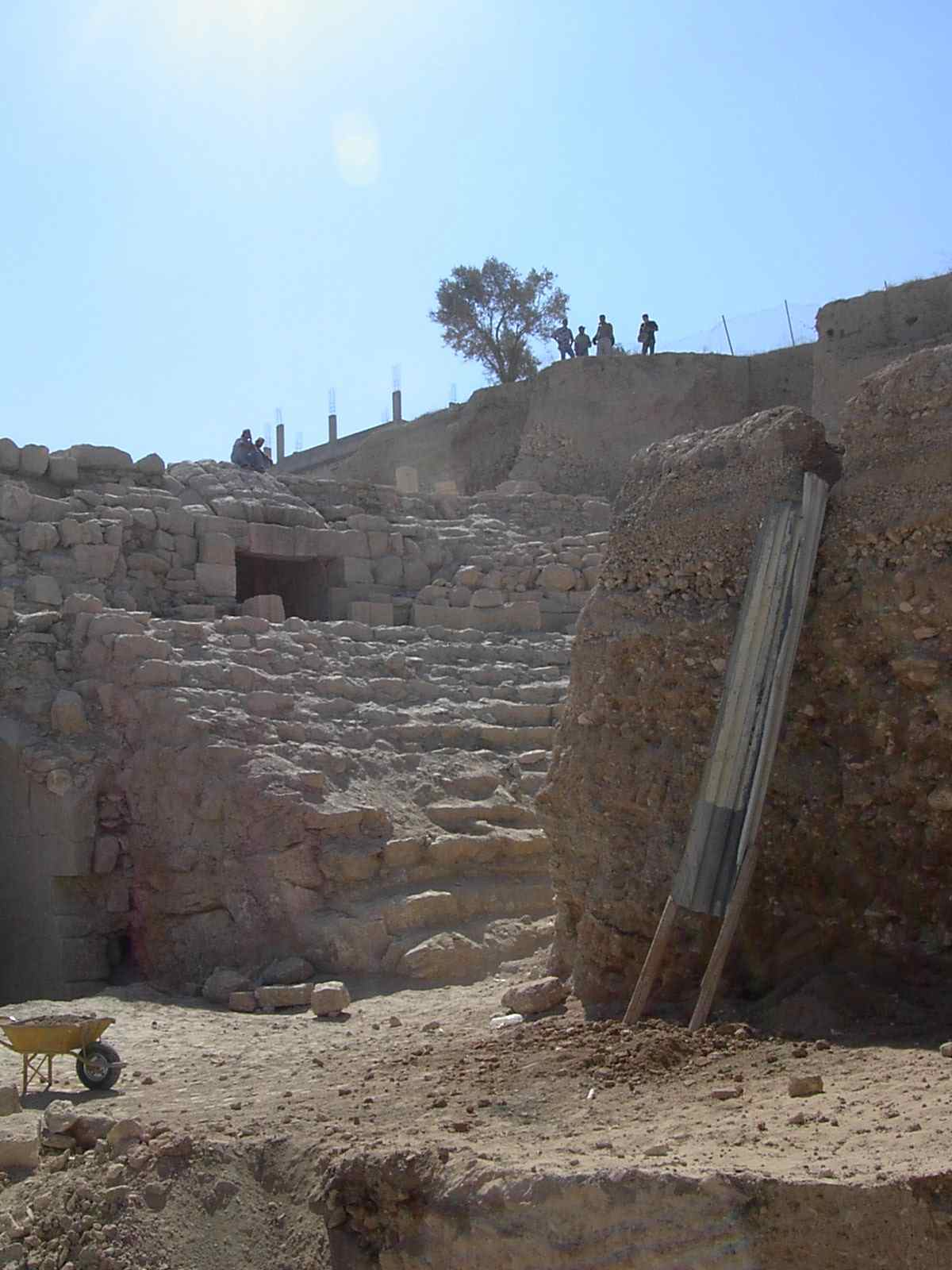
Rovine di Capitoliade

Ulteriori scavi furono resi difficili dall'esistenza del villaggio moderno, Beit Ras. I ricercatori avrebbero voluto lavorare portando rispetto nei confronti della gente del posto anche al fine per approfondire le loro scoperte.
Nel 2018, gli archeologi hanno portato alla luce una tomba risalente al II secolo d.C. Le sue pareti erano decorate con molte figure umane, animali e divinità, e presentavano inoltre un grande dipinto che illustrava la costruzione di un bastione con 60 iscrizioni che illustravano l'attività delle figure nel dipinto stesso. Nella sua interezza, l'opera d'arte venne pensata per descrivere la fondazione della città. Le didascalie, scritte in aramaico con lettere greche, assomigliano alle strisce dei fumetti moderni.

## Vescovado
I vescovi di Capitoliade sono menzionati in alcuni documenti ancora esistenti :
- Antioco era presente al primo Concilio di Nicea del 325
- Aniano / Anania ha preso parte al Concilio di Calcedonia del 451
- Basso viene menzionato nel 518
- Sono menzionati due vescovi di nome Teodosio, uno nel 536, l'altro nel 600

Un Pietro, martirizzato sotto il dominio musulmano è indicato da Le Quien e Gams come un vescovo di Capitoliade, ma altre fonti lo descrivono come un sacerdote, non come un vescovo.
Nel XII secolo la sede era un arcivescovado indipendente, come appare da una "Notitia Episcopatuum" di quel tempo. Non più un vescovado residenziale, Capitoliade è oggi elencata dalla Chiesa cattolica come sede titolare.